# Mariakerk (Oirschot)

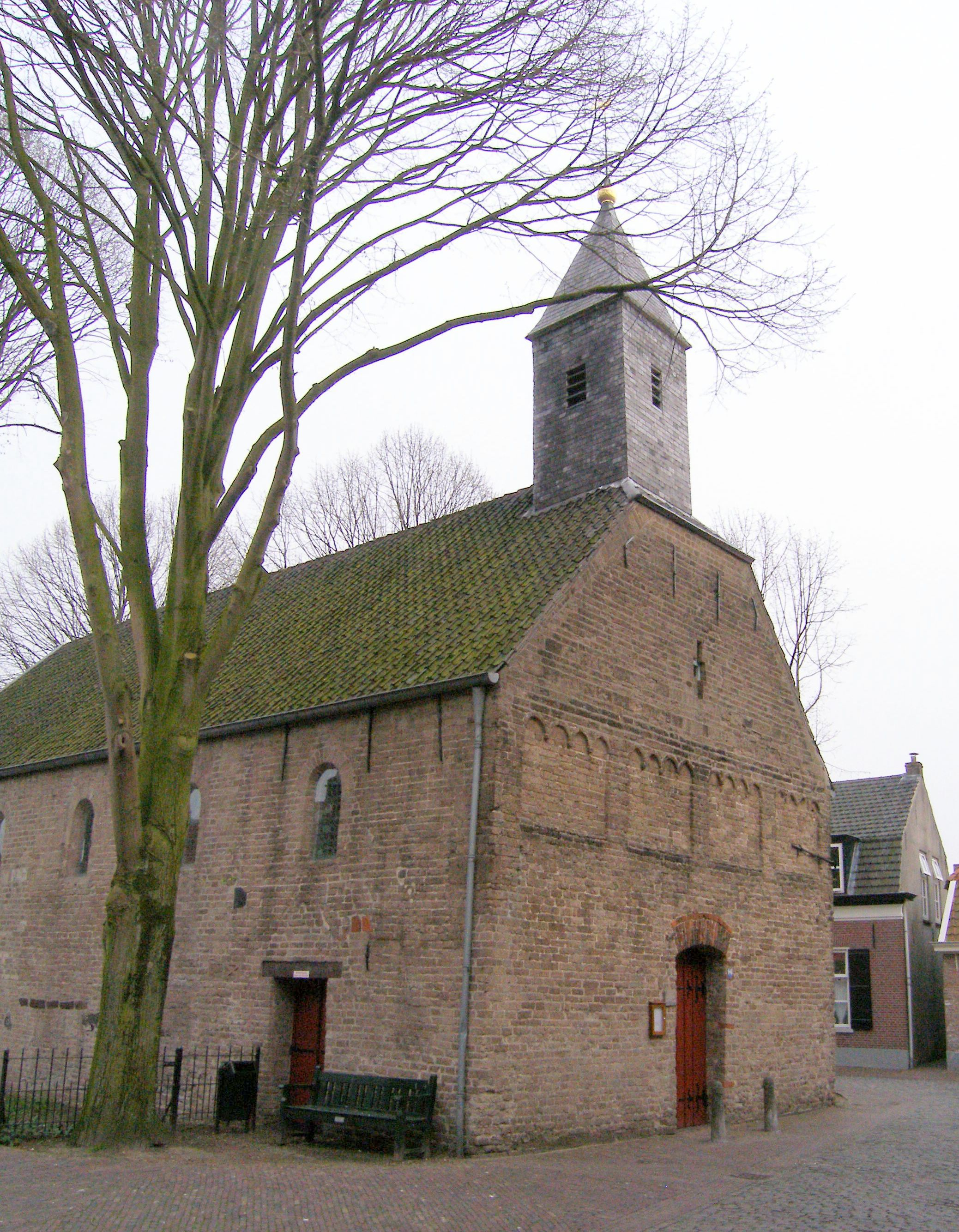
Het Boterkerkje

De Mariakerk was vroeger de hoofdkerk van Oirschot, en deze stond aan het toenmalige centrale plein, het Vrijthof geheten. Zij is ook bekend als het Boterkerkje en als de Nederlands hervormde kerk. Het kerkje is een rijksmonument.

## Geschiedenis
Deze kerk is gebouwd aan het begin van de 12e eeuw, op de plaats waar eerder al een voorganger had gestaan. De ouderdom van deze eerdere kerk gaat mogelijk terug tot de 5e eeuw na Christus, maar daaromtrent zijn geen geschreven documenten voorhanden. De fundamenten van het kerkje zijn uit de 8e eeuw na Christus. Het was een kapittelkerk waaraan elf kanunniken verbonden waren. 
Toen de kerk te klein werd, bouwde men in 1268 op een naburige plaats een nieuwe kerk, die na een brand werd vervangen door de huidige Sint-Petrusbasiliek. Toen in 1623 een dorpsbrand uitbrak, die vele huizen die in de buurt van deze kerk stonden in de as legde, werd het huidige Marktplein gevormd en daar gold een bouwverbod. Daarmee verloor het Vrijthof zijn functie en in 1625 begon men dit vol te bouwen.
Toen de katholieke kerken in 1648 genaast werden, betrokken de Hervormden de Petruskerk en kwam de Mariakerk leeg te staan. Van 1664 tot 1799 was ze in gebruik als boterwaag, vandaar de naam Boterkerkje.
Vanaf 1799, toen de Sint-Petruskerk aan de katholieken werd teruggegeven, was het Boterkerkje een Nederlands-hervormde kerk. Sinds 1980 was het Samen op Wegkerk, en in 2004 is het een protestantse kerk geworden. Dat is het sindsdien altijd gebleven.

## Gebouw
Het gebouw is een romaanse tufstenen zaalkerkje. Behalve de kerkjes van Waalre en Postel zijn er daar geen romaanse monumenten meer te vinden. De tufsteen is afkomstig uit de Eifel. 
Hendrik Verhees beschreef dit gebouw in 1794 als: [...] een oud Heijdens off Romeijns gebouw, geheel van tras off duyffsteen. Het coor is van een latere bouworde. Dit gotische koor is in 1880 verdwenen, op een verlaagde travee na. Deze is door een triomfboog van het schip afgescheiden. Van de voorgevel is de top verdwenen, maar aan deze zijde zijn nog vier met rondboogfriezen afgesloten spaarvelden te zien. Er is een daktorentje uit de 18e eeuw.

## Interieur
Het interieur is witgepleisterd en voorzien van de oudste open bekapping van Noord-Brabant, uit de 13e eeuw.
Het kabinetorgel is uit 1751 en vervaardigd door Ludovicus de Bakker uit Middelburg. Ook de preekstoel is 18e-eeuws. De lezenaar en de doopbekkenhouder stammen uit 1756 en zijn gegoten door Claude Demeny.